# عاشقان گل رز
عاشقان گل رز (انگلیسی: Rosy Lovers; کره‌ای: 장미빛 연인들) یک مجموعه تلویزیونی محصول کره جنوبی سال ۲۰۱۴ با بازی لی جانگ وو و هان سون هوا است. این مجموعه از ۱۸ اکتبر ۲۰۱۴ تا ۱۲ آوریل ۲۰۱۵، روزهای شنبه و یکشنبه ساعت ۲۰:۴۰ (کی‌اس‌تی) از ام‌بی‌سی پخش شد.